# Loxoconcha tumulosa
Loxoconcha tumulosa is een mosselkreeftjessoort uit de familie van de Loxoconchidae. De wetenschappelijke naam van de soort is voor het eerst geldig gepubliceerd in 1979 door Hu.